# غاريقون متأخر
غاريقون متأخر (الاسم العلمي: Agaricus tardus ) هو نوع الفطريات يتبع جنس الغاريقون من الفصيلة الغاريقونية.